# トゥルグ・セクイエスク
トゥルグ・セクイエスク（ルーマニア語: Târgu Secuiesc）は、ルーマニアのトランシルヴァニア地方、コヴァスナ県に属する都市。自治体としては近くのルンガ（ニュイトード）村も含まれる。ハンガリー語ではケーズディヴァーシャーヘイ（Kézdivásárhely）、ドイツ語ではセクレル・ノイマルクト（Szekler Neumarkt）、ラテン語ではネオフォルム・シクロルム（Neoforum Siculorum）と呼ばれる。

## 歴史
1407年の文献にTorjavásáraとしてその名が見える。これはハンガリー語で「トリャの市場」という意味がある。かつてはルーマニア人の間でもハンガリー名が使われていたが、1920年のトリアノン条約によりルーマニアに入るとティルグ・セクイエスク（Tîrgu Secuiesc）に改称され、その後現在の地名になった。現在のハンガリー名は「ケーズディの市場」という意味で、ケーズディ（Kézdi）とはセーケイ人の言葉で役場のこと。かつて行政機関が置かれていたことに由来する。中世から市場町として栄えた。

## 人口動態
2002年の国勢調査によるとこの街の人口は2万488人で、うち90.94%にあたる1万8653人がセーケイ人である。

国勢調査に基づく人口の推移

## 教育
比較的小さな町でありながら、いくつかの名門高校が置かれている。これらの高校にはナジ・モーゼシュ、ボド・ペーテル、アポル・ペーテル、ガーボル・アロンなど、高名なセーケイ人歴史家の名前が冠されている。このことから、トゥルグ・セクイエスクはルーマニア北東部の教育の中心地になっている。

## 観光スポット

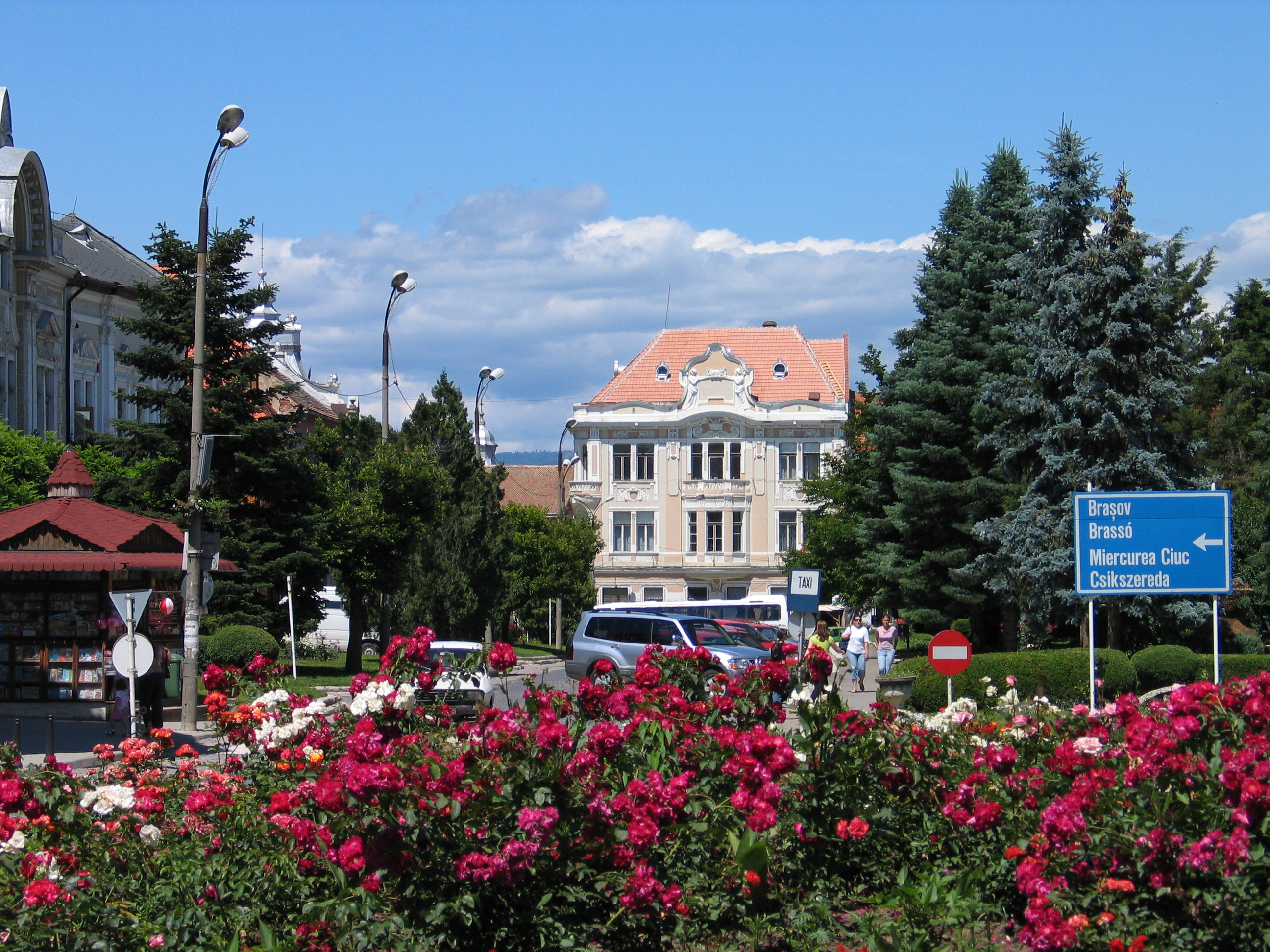
中心街
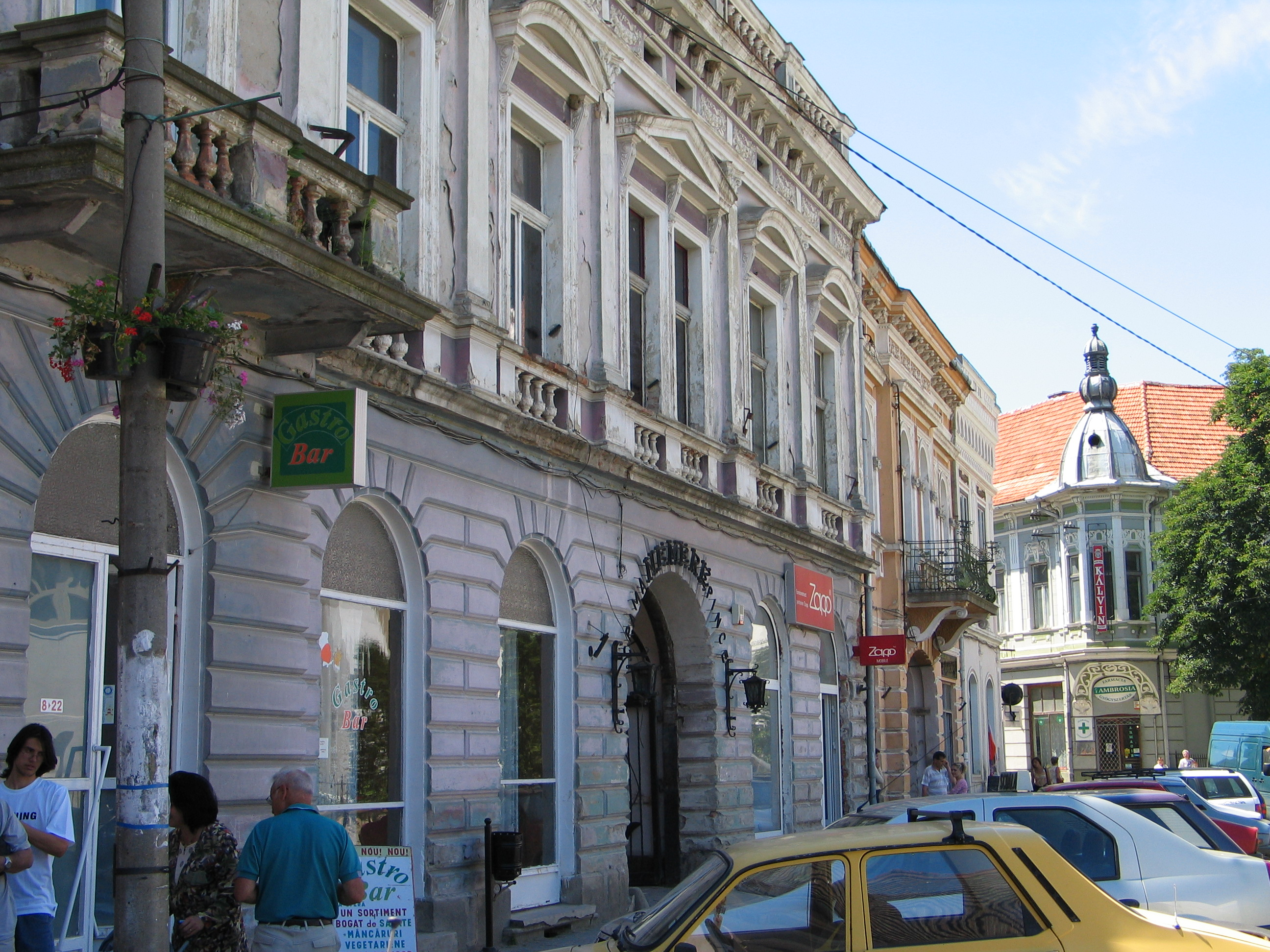
中心街
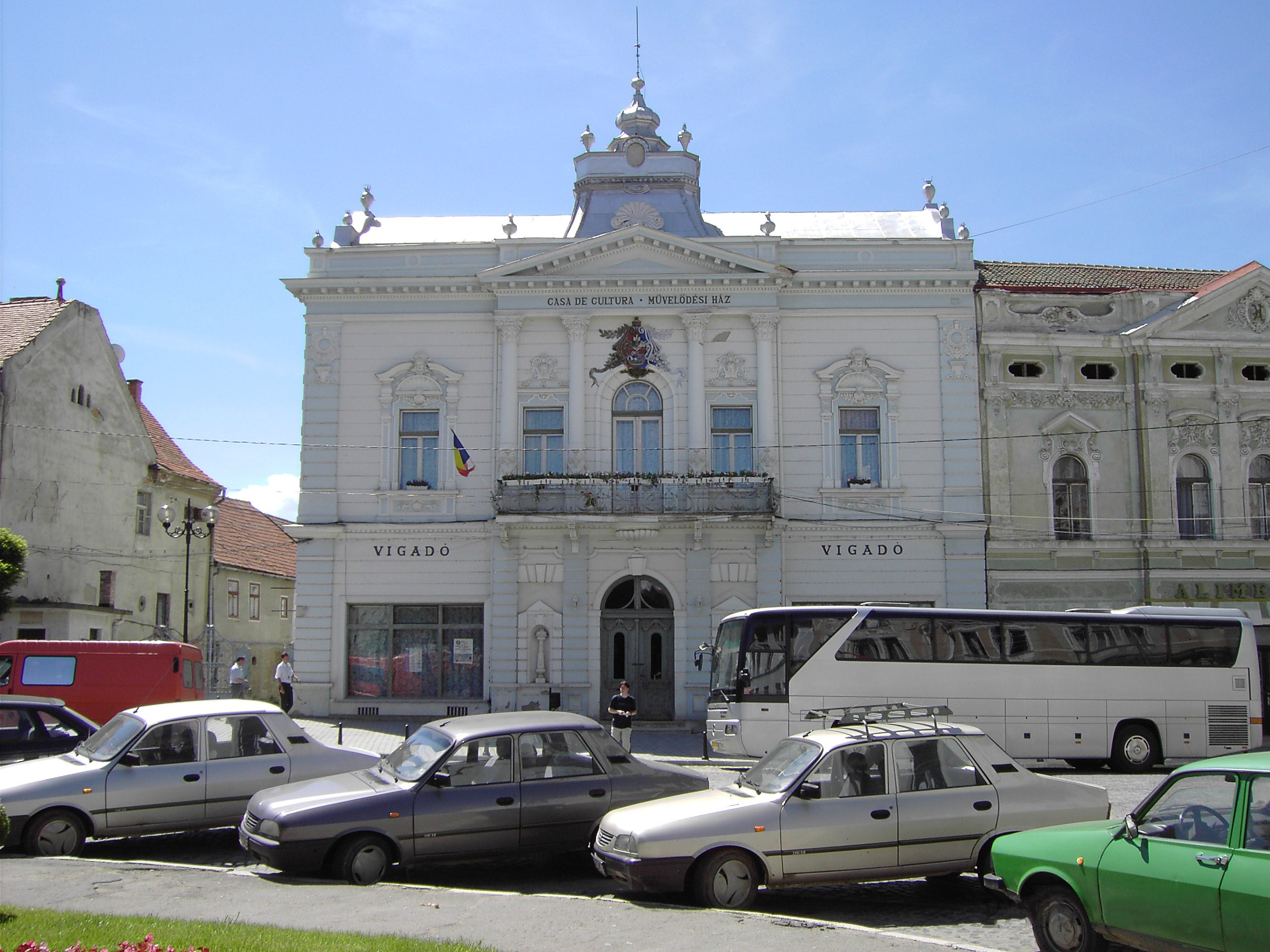
文化センター